# Leonid Volkov
Pour les articles homonymes, voir Leonid Volkov (homme politique) et Volkov.
Temple de la renommée russe : 2014
Leonid Ivanovitch Volkov (en russe : Леонид Иванович Волков), né le 9 décembre 1934 à Gorki en URSS et mort le 17 mai 1995 à Moscou, est un joueur professionnel russe de hockey sur glace.

## Carrière de joueur
Durant sa carrière professionnelle il a évolué dans le championnat d'URSS sous les couleurs du Torpedo Gorki et du HK CSKA Moscou. Il termine avec un bilan de 250 matchs et 145 buts en élite.

## Carrière internationale
Il a représenté l'URSS à 31 reprises (15 buts) sur une période de deux ans de 1963 à 1965. Il a remporté l'or aux Jeux olympiques de 1964. Il a participé à deux éditions des championnats du monde pour un bilan de deux médailles d'or.
Leonid Ivanovitch Volkov meurt le 17 mai 1995 à Moscou en Russie. Il est enterré au cimetière Domodedovo près de Moscou.

## Statistiques
Pour les significations des abréviations, voir Statistiques du hockey sur glace.

### En équipe nationale
| Année | Équipe | Compétition |   | PJ | B | A  | Pts | Pun           |  | Résultat |
| 1964  | URSS   | CM & JO     | 8 | 6  | 4 | 10 | 2   | Médaille d'or |  |          |
| 1965  | URSS   | CM          | 6 | 4  | 1 | 5  | 4   | Médaille d'or |  |          |